# 学習指導要領
学習指導要領（がくしゅうしどうようりょう）は、文部科学省が告示する初等教育および中等教育における教育課程の基準である。

## 概要
学習指導要領は、学校教育法第1条に規定する学校（いわゆる一条校）のうち、小学校・中学校・義務教育学校（前期課程・後期課程）・高等学校・中等教育学校（前期課程・後期課程）・特別支援学校（小学部・中学部・高等部）の各学校が、各教科等で教える内容を、学校教育法施行規則の規定を根拠に定めたもの。国立学校・公立学校・私立学校を問わずに適用されるが、実際の状況では公立学校に対する影響力が強く、私立学校に対する影響力はそれほど強くない。
一方で文部科学省は、学習指導要領のより詳細な事項を記載した『学習指導要領解説』を発行しており、学習指導要領とは異なり法的拘束力はないとされ、教科用図書検定規則などには学習指導要領解説に沿わなければならないという規定はない。ただし、一部科目で学習指導要領解説で提示された公式のみが教科書に実際に記述されているなど、教科用図書検定の際には強い影響力を持っており、事実上拘束力がある。
なお、就学前教育を行う幼稚園や特別支援学校の幼稚部では、学習指導要領に相当するものとして教育要領（きょういくようりょう）がある。また、幼保連携型認定こども園では、幼保連携型認定こども園教育・保育要領がある。
学習指導要領の実施する数年前から、旧課程の内容の一部（上学年へ移行される内容など）を削除したり、新課程の内容の一部（上学年から移行される内容など）を追加したりすることを移行措置という。文部科学省は、移行するための必要な措置という位置づけで実施している。
高等学校における学習指導要領の実施方法は学年進行と呼ばれ、第1学年で新しい学習指導要領が実施されても第2・3学年は前の学習指導要領のままとなる。

## 内容
学習指導要領の内容は校種によって若干の変化はあるが基本的に以下の6つからなる。
- 総則
- 各教科
- 道徳教育（小・中学校のみ）
- 外国語活動（小学校のみ）
- 総合的な学習の時間（小・中学校のみ）
- 総合的な探究の時間（高等学校のみ）
- 特別活動

小学校は2018年（平成30年）から、中学校は2019年（平成31年）から、これまで教科外活動（領域）だった「道徳」が「特別の教科 道徳」となった。ただし、高等学校においては「特別の教科 道徳」を扱わない。特別支援学校においては、上記のほかに自立活動が含まれる。また、2002年（平成14年）に小学校中学年から中学校、2003年（平成15年）に高等学校に創設された総合的な学習の時間は総則の中で規定されている。2011年（平成23年）に施行された学習指導要領では、総合的な学習の時間は独立した章で規定されている。また、2011年（平成23年）に施行された学習指導要領では、小学校高学年に外国語活動が新たに規定された。
学習指導要領の内容は、学校をめぐる様々な事件・いじめ・受験戦争の激化・不登校・校内暴力・学力低下問題などや、特に歴史などでは近隣の国々と日本の間の過去の関係やその理解の仕方などで変化している。

## 法的位置付け
各教科の単元の構成やその詳細が指示されているが法令ではない。しかし学校教育法施行規則に基づいて定められているため、その効力については議論があるが、伝習館高校事件の最高裁判所における判例によると、一部法的拘束力とするには不適切な表現があるものの、全体としては法的拘束力を有すると判断されている。

## 変遷
- 年度は小学校で本格的に開始された年度である。
- 1単位時間は小学校は45分、中学校および高等学校は50分である。

### 1947年（昭和22年）-
第二次世界大戦後しばらく行われていた学習指導要領。手引きという立場であり、各学校での裁量権が大きかった。
1953年（昭和28年）までは学習指導要領（試案）という名称であった。
小学校において、戦前からの修身、地理、歴史(国史)が廃止、社会科が新設され、家庭科が男女共修となった。自由研究が新設された。
| 学校種   | 教科区分 | 教科、科目 | 教科、科目                                                                                     | 教科以外の教育活動 |
| -------- | -------- | --- | ---------------------------------------------------------------------------------------------- | ------------------ |
| 小学校   | 教科     | 国語、社会、算数、理科、音楽、図画工作、家庭、体育、自由研究                                                         | 国語、社会、算数、理科、音楽、図画工作、家庭、体育、自由研究                                   |                    |
| 中学校   | 必修教科 | 国語、習字、社会、国史、数学、理科、音楽、図画工作、体育、職業（農業・商業・水産・工業・家庭）                       | 国語、習字、社会、国史、数学、理科、音楽、図画工作、体育、職業（農業・商業・水産・工業・家庭） |                    |
| 中学校   | 選択教科 | 外国語、習字、職業、自由研究                                                                                         | 外国語、習字、職業、自由研究                                                                   |                    |
| 高等学校 | 教科     | 国語 | 国語、漢文                                                                                     |                    |
| 高等学校 | 教科     | 社会 | 一般社会、国史、世界史、人文地理、時事問題                                                     |                    |
| 高等学校 | 教科     | 数学 | 一般数学、解析（1）、幾何、解析（2）                                                           |                    |
| 高等学校 | 教科     | 理科 | 物理、化学、生物、地学                                                                         |                    |
| 高等学校 | 教科     | 体育 |                                                                                                |                    |
| 高等学校 | 教科     | 芸能 | 音楽、図画、書道、工作                                                                         |                    |
| 高等学校 | 教科     | 家庭 | 一般家庭、家族、保育、家庭経理、食物、被服                                                     |                    |
| 高等学校 | 教科     | 外国語 |                                                                                                |                    |
| 高等学校 | 教科     | 農業に関する教科、工業に関する教科、商業に関する教科、水産に関する教科、家庭技芸に関する教科、その他職業に関する教科 |                                                                                                |                    |

- 中学校の職業科は学校の設備および生徒の希望によって1-数科目を選択して履修。
- 高等学校の国語、一般社会、体育は必修。
- 高等学校の社会科は国史、世界史、人文地理、時事問題から1科目は必ず履修。
- 高等学校の数学科は一般数学、解析（1）、幾何、解析（2）から1科目は必ず履修。
- 高等学校の理科は物理、化学、生物、地学から1科目は必ず履修。
- 高等学校の学習指導要領は1948年（昭和23年）から実施されているが、1949年（昭和24年）に改訂された。上の表には1949年版のものを示している。

### 1951年（昭和26年）-
1951年から実施された学習指導要領。
小学校の総授業時数は5,780コマ。中学校の総授業時数は3,045コマ。
自由研究は廃止され、教科以外の活動（小学校）、特別教育活動（中学校）と改められた。中学校の習字は国語科に、国史は社会科に統合された。体育科は保健体育科に改められた。職業科は職業・家庭科に改められた。
| 学校種   | 教科区分 | 各教科、各科目                                               | 各教科、各科目                                               | 教科以外の教育活動 |
| -------- | -------- | ------------------------------------------------------------ | ------------------------------------------------------------ | ------------------ |
| 小学校   | 教科     | 国語、社会、算数、理科、音楽、図画工作、家庭、体育           | 国語、社会、算数、理科、音楽、図画工作、家庭、体育           |                    |
| 中学校   | 必修教科 | 国語、社会、数学、理科、音楽、図画工作、保健体育、職業・家庭 | 国語、社会、数学、理科、音楽、図画工作、保健体育、職業・家庭 |                    |
| 中学校   | 選択教科 | 外国語、職業・家庭、その他の教科                             | 外国語、職業・家庭、その他の教科                             |                    |
| 高等学校 | 教科     | 国語                                                         | 国語（甲）、国語（乙）、漢文                                 |                    |
| 高等学校 | 教科     | 社会                                                         | 一般社会、日本史、世界史、人文地理、時事問題                 |                    |
| 高等学校 | 教科     | 数学                                                         | 一般数学、解析（1）、幾何、解析（2）                         |                    |
| 高等学校 | 教科     | 理科                                                         | 物理、化学、生物、地学                                       |                    |
| 高等学校 | 教科     | 保健体育                                                     | 保健、体育                                                   |                    |
| 高等学校 | 教科     | 芸術                                                         | 音楽、図画、書道、工作                                       |                    |
| 高等学校 | 教科     | 家庭                                                         | 一般家庭、家庭、保育、家庭経理、食物、被服                   |                    |
| 高等学校 | 教科     | 外国語                                                       |                                                              |                    |
| 高等学校 | 教科     | 農業、工業、商業、水産、家庭技芸、その他特に必要な教科       |                                                              |                    |

- 高等学校の国語（甲）、一般社会、保健、体育は必修。
- 高等学校の社会科は日本史、世界史、人文地理、時事問題から1科目は必ず履修。
- 高等学校の数学科は一般数学、解析（1）、幾何、解析（2）から1科目は必ず履修。
- 高等学校の理科は物理、化学、生物、地学から1科目は必ず履修。

### 1956年（昭和31年）-
高等学校の学習指導要領のみ改訂された。
1956年（昭和31年）度の第1学年から学年進行で実施された。
特別教育活動の指導時間数（週1〜3時間）が規定された（以前の学習指導要領でも指導時間数の目安は示されていた）。
| 学校種   | 教科区分 | 各教科、各科目                                     | 各教科、各科目                             | 教科以外の教育活動                                   |
| -------- | -------- | -------------------------------------------------- | ------------------------------------------ | ---------------------------------------------------- |
| 高等学校 | 教科     | 国語                                               | 国語（甲）、国語（乙）、漢文               | 特別教育活動（ホームルーム活動、生徒会活動、部活動） |
| 高等学校 | 教科     | 社会                                               | 社会、日本史、世界史、人文地理             | 特別教育活動（ホームルーム活動、生徒会活動、部活動） |
| 高等学校 | 教科     | 数学                                               | 数学I、数学II、数学III、応用数学           | 特別教育活動（ホームルーム活動、生徒会活動、部活動） |
| 高等学校 | 教科     | 理科                                               | 物理、化学、生物、地学                     | 特別教育活動（ホームルーム活動、生徒会活動、部活動） |
| 高等学校 | 教科     | 保健体育                                           | 体育、保健                                 | 特別教育活動（ホームルーム活動、生徒会活動、部活動） |
| 高等学校 | 教科     | 芸術                                               | 音楽、美術、工芸、書道                     | 特別教育活動（ホームルーム活動、生徒会活動、部活動） |
| 高等学校 | 教科     | 外国語                                             | 第一外国語、第二外国語                     | 特別教育活動（ホームルーム活動、生徒会活動、部活動） |
| 高等学校 | 教科     | 家庭                                               | 家庭一般、被服、食物、保育・家族、家庭経営 | 特別教育活動（ホームルーム活動、生徒会活動、部活動） |
| 高等学校 | 教科     | 家庭、農業、工業、商業、水産、その他特に必要な教科 |                                            | 特別教育活動（ホームルーム活動、生徒会活動、部活動） |

- 高等学校の国語（甲）、社会、数学I、体育、保健は必修。
- 高等学校の社会科は日本史、世界史、人文地理から2科目は必ず履修。
- 高等学校の理科は物理、化学、生物、地学から2科目は必ず履修。

### 1961年（昭和36年）-
系統性を重視したカリキュラム。道徳の時間の新設、科学技術教育の向上などで教育課程の基準としての性格の明確化を実現。公立学校に対して強制力がある学習指導要領が施行された。
小・中学校の学習指導要領は1958年（昭和33年）に告示され、小学校は1961年（昭和36年）度から、中学校は1962年（昭和37年）度から実施されたが、道徳のみ1958年10月から実施されている。また、薬業は1962年（昭和37年）に追加された。
小学校6年間の総授業時数は5,821コマで、国・算・理・社の合計授業時数は3,941コマ。中学校3年間の総授業時数は3,360コマ。
中学校の職業・家庭科が技術・家庭科に改められ、高等学校の古典、世界史、地理、数学II、物理、化学、英語にA、B（または甲・乙）の2科目を設け、生徒の能力・適性・進路などに応じていずれかを履修するなど、科目数が大幅に増加した。
高等学校の学習指導要領は1960年（昭和35年）に告示され、1963年（昭和38年）度の第1学年から学年進行で実施された。
高等学校の外国語が必修となったほか、科目の履修に関する規定が増加した。
| 学校種   | 教科区分 | 各教科、各科目                                                 | 各教科、各科目                                                 | 教科以外の教育活動                                   |
| -------- | -------- | -------------------------------------------------------------- | -------------------------------------------------------------- | ---------------------------------------------------- |
| 小学校   | 教科     | 国語、社会、算数、理科、音楽、図画工作、家庭、体育             | 国語、社会、算数、理科、音楽、図画工作、家庭、体育             | 道徳                                                 |
| 中学校   | 必修教科 | 国語、社会、数学、理科、音楽、美術、保健体育、技術・家庭       | 国語、社会、数学、理科、音楽、美術、保健体育、技術・家庭       | 道徳、特別教育活動（生徒会活動、部活動、学級活動）   |
| 中学校   | 選択教科 | 外国語、農業、工業、商業、水産、家庭、薬業、数学、音楽、美術   | 外国語、農業、工業、商業、水産、家庭、薬業、数学、音楽、美術   | 道徳、特別教育活動（生徒会活動、部活動、学級活動）   |
| 高等学校 | 教科     | 国語                                                           | 現代国語、古典甲、古典乙I、古典乙II                            | 特別教育活動（ホームルーム活動、生徒会活動、部活動） |
| 高等学校 | 教科     | 社会                                                           | 倫理・社会、政治・経済、日本史、世界史A、世界史B、地理A、地理B | 特別教育活動（ホームルーム活動、生徒会活動、部活動） |
| 高等学校 | 教科     | 数学                                                           | 数学I、数学IIA、数学IIB、数学III、応用数学                     | 特別教育活動（ホームルーム活動、生徒会活動、部活動） |
| 高等学校 | 教科     | 理科                                                           | 物理A、物理B、化学A、化学B、生物、地学                         | 特別教育活動（ホームルーム活動、生徒会活動、部活動） |
| 高等学校 | 教科     | 保健体育                                                       | 体育、保健                                                     | 特別教育活動（ホームルーム活動、生徒会活動、部活動） |
| 高等学校 | 教科     | 芸術                                                           | 音楽I、音楽II、美術I、美術II、工芸I、工芸II、書道I、書道II     | 特別教育活動（ホームルーム活動、生徒会活動、部活動） |
| 高等学校 | 教科     | 外国語                                                         | 英語A、英語B、ドイツ語、フランス語、外国語に関するその他の科目 | 特別教育活動（ホームルーム活動、生徒会活動、部活動） |
| 高等学校 | 教科     | 家庭                                                           | 家庭一般                                                       | 特別教育活動（ホームルーム活動、生徒会活動、部活動） |
| 高等学校 | 教科     | 家庭、農業、工業、商業、水産、音楽、美術、その他特に必要な教科 |                                                                | 特別教育活動（ホームルーム活動、生徒会活動、部活動） |

- 中学校の選択教科の外国語は、英語、ドイツ語、フランス語、その他の現代の外国語のうち1か国語を第1学年から履修することを原則とする。
- 高等学校の現代国語、倫理・社会、政治・経済、数学I、体育、保健は必修。
- 高等学校の国語科は、古典甲または古典乙Iの1科目を必ず履修（普通・音楽・美術科の生徒は特別の事情のない限り古典乙Iを履修）。
- 高等学校の社会科は、普通科の生徒は日本史、世界史AまたはB、地理AまたはBの3科目を必ず履修。職業・音楽・美術科の生徒は日本史、世界史AまたはBから1科目、地理AまたはBの1科目を必ず履修。
- 高等学校の数学科は、普通・音楽・美術科の生徒は数学IIAまたはIIBの1科目を必ず履修。職業科の生徒は数学IIAまたはIIB、応用数学から1科目を必ず履修。
- 高等学校の理科は、普通科の生徒は物理AまたはB、化学AまたはB、生物、地学の4科目を必ず履修。職業・音楽・美術科の生徒は物理AまたはB、化学AまたはB、生物、地学から2科目を必ず履修。
- 高等学校の芸術科は、普通・職業科の生徒は音楽I、美術I、工芸I、書道Iから1科目を必ず履修。音楽科の生徒は美術I、工芸I、書道Iから1科目を必ず履修。美術科の生徒は音楽Iまたは書道Iの1科目を必ず履修。
- 高等学校の外国語はいずれか1科目を必ず履修。
- 高等学校の家庭科は、普通科の女子生徒は家庭一般を必修。

### 1971年（昭和46年）-
現代化カリキュラムといわれる濃密な学習指導要領。時代の進展に対応した教育内容の導入で教育内容の現代化を実現。
ソ連が1957年（昭和32年）に人工衛星スプートニク1号を打ち上げたことは、アメリカの各界に「スプートニク・ショック」と呼ばれる衝撃が走った。アメリカ政府は、ソ連に対抗するために学校教育を充実し、科学技術を発展させようとした。これに伴って、「教育内容の現代化運動」と呼ばれる、小中学校からかなり高度な教育を行おうとする運動が起こった。この運動が日本にも波及し、濃密なカリキュラムが組まれたが、授業が速すぎるため「新幹線授業」などと批判された。当時は公立学校も私立学校も学習内容にはあまり違いがなかった。結局、教科書を消化できず、教科書の内容を一部飛ばすなどしてやらない単元を残したまま進級・卒業をさせる場合もあった。
小学校の学習指導要領は1968年（昭和43年）に告示され1971年（昭和46年）度から実施、中学校の学習指導要領は1969年（昭和44年）に告示され1972年（昭和47年）度から実施された。高等学校の学習指導要領は1970年（昭和45年）に告示され、1973年（昭和48年）度の第1学年から学年進行で実施された。
小学校6年間の総授業時数は5,821コマで、国・算・理・社の合計授業時数は3,941コマ。中学校3年間の総授業時数は3,535コマ。
高等学校の社会科や理科で旧課程のA・Bの区分は廃止、新たに地理A（系統地理的）、地理B（地誌的）などを設置した。
| 学校種   | 教科区分 | 各教科、各科目                                                             | 各教科、各科目                                                                                 | 教科以外の教育活動                                                                |
| -------- | -------- | -------------------------------------------------------------------------- | ---------------------------------------------------------------------------------------------- | --------------------------------------------------------------------------------- |
| 小学校   | 教科     | 国語、社会、算数、理科、音楽、図画工作、家庭、体育                         | 国語、社会、算数、理科、音楽、図画工作、家庭、体育                                             | 道徳                                                                              |
| 中学校   | 必修教科 | 国語、社会、数学、理科、音楽、美術、保健体育、技術・家庭                   | 国語、社会、数学、理科、音楽、美術、保健体育、技術・家庭                                       | 道徳、 特別活動（生徒活動〔学級会活動、生徒会活動、部活動〕、学級指導、学校行事） |
| 中学校   | 選択教科 | 外国語、農業、工業、商業、水産、家庭、その他特に必要な教科                 | 外国語、農業、工業、商業、水産、家庭、その他特に必要な教科                                     | 道徳、 特別活動（生徒活動〔学級会活動、生徒会活動、部活動〕、学級指導、学校行事） |
| 高等学校 | 教科     | 国語                                                                       | 現代国語、古典I甲、古典I乙、古典II                                                             | ホームルーム、生徒会活動、部活動、学校行事                                        |
| 高等学校 | 教科     | 社会                                                                       | 倫理・社会、政治・経済、日本史、世界史、地理A、地理B                                           | ホームルーム、生徒会活動、部活動、学校行事                                        |
| 高等学校 | 教科     | 数学                                                                       | 数学一般、数学I、数学IIA、数学IIB、数学III、応用数学                                           | ホームルーム、生徒会活動、部活動、学校行事                                        |
| 高等学校 | 教科     | 理科                                                                       | 基礎理科、物理I、物理II、化学I、化学II、生物I、生物II、地学I、地学II                           | ホームルーム、生徒会活動、部活動、学校行事                                        |
| 高等学校 | 教科     | 保健体育                                                                   | 体育、保健                                                                                     | ホームルーム、生徒会活動、部活動、学校行事                                        |
| 高等学校 | 教科     | 芸術                                                                       | 音楽I、音楽II、音楽III、美術I、美術II、美術III、工芸I、工芸II、工芸III、書道I、書道II、書道III | ホームルーム、生徒会活動、部活動、学校行事                                        |
| 高等学校 | 教科     | 外国語                                                                     | 初級英語、英語A、英語B、英会話、ドイツ語、フランス語、外国語に関するその他の科目               | ホームルーム、生徒会活動、部活動、学校行事                                        |
| 高等学校 | 教科     | 家庭                                                                       | 家庭一般                                                                                       | ホームルーム、生徒会活動、部活動、学校行事                                        |
| 高等学校 | 教科     | 家庭、農業、工業、商業、水産、看護、理数、音楽、美術、その他特に必要な教科 |                                                                                                | ホームルーム、生徒会活動、部活動、学校行事                                        |

- 中学校の選択教科の外国語は、英語、ドイツ語、フランス語、その他の外国語から1か国語を第1学年から履修することを原則とする。
- 高等学校の現代国語、古典I甲、倫理・社会、政治・経済、体育、保健は必修。ただし、古典I乙を履修する場合は古典I甲の履修は要しない。
- 高等学校の社会科は、日本史、世界史、地理AまたはBから2科目を必ず履修。
- 高等学校の数学科は、数学一般、数学Iから1科目を必ず履修。
- 高等学校の理科は、基礎理科の1科目または物理I、化学I、生物I、地学Iから2科目を必ず履修。
- 高等学校の芸術科は、音楽I、美術I、工芸I、書道Iから1科目を必ず履修。
- 高等学校の家庭科は、女子生徒は家庭一般を必修（専門教育を主とする学科で特別の事情のある場合を除く）。

### 1980年（昭和55年）-
教科の学習内容が削減された学習指導要領（この当時は土曜日も毎週授業があった）。各教科などの目標・内容を絞り、ゆとりある充実した学校生活を実現。別名「第一次ゆとり教育」とも呼ばれ、当時若手だった寺脇研が主導した。文部科学省の出版する学制百二十年史によると、各教科の指導内容を大幅に精選し思い切って授業時間を減らしたことが大きな特色とある。
この改訂より前は傾向として学習量が増える方向性を保っていたことから、日本の教育史を考えるうえでも非常に重要な分岐点となっている。
1971年の現代化カリキュラムは過密なうえ、現場の準備不足や教師の力不足もあり、ついていけない生徒を生んでしまった反省から授業内容を削減したもの。1976年（昭和51年）に学習内容を削減する提言が中央教育審議会でなされた。私立学校はあまり削減を行わなかったため、公立学校との差が生まれ始めた。学習内容がすべて削減されたわけではなく、当用漢字から常用漢字への移行などによって漢字数などは増えているため、意図したほどゆとりを生まなかったという批判もある。学校群制度なども影響し、公立学校の進学実績の低下が明らかになった時期でもある。特に、高等学校1年で大学受験科目として大半の学生が使えない「現代社会」(ただし共通一次としては必修外になったのは1987年度入試から）で4単位、「理科I」（中学の積み残し）で4単位、「ゆとりの時間」で2単位消費したことが、6年一貫校ではない高等学校での時間割設定の困難さを生ずることを惹起した。特に「確率・統計」は数学IIの一部ではあったものの、3年次配当となり、文科系の学生の多くが履修さえしなかった。そのため、大半の文科系の学生は、経済学・法学だけでなくコンピューターサイエンスにおいても決定的に重要な「集合と論理」、「必要条件と十分条件」、「順列・組合せ」、「重複順列・重複組合せ」を学ばないこととなり、多くの課題を生みだすこととなった（この教育課程において、「確率・統計」を個別学力検査で出題したのは、京都大学と一橋大学のみであり、東京大学でさえ出題しなかった）。また行列や微分方程式も一部カットがなされたばかりか、平面幾何が全部カットになったのもこの年からである。社会科で「現代社会」が創設され必修となり、これに伴い「倫理・社会」は社会学分野が現代社会に移ったため「倫理」に改訂された。
いわゆる「ゆとり」への方向性は、1972年の日教組の提起以降、中曽根政権下での臨時教育審議会の答申などを踏まえて徐々に整備され、土曜日の隔週休日の導入、完全週休二日制への移行などの経緯をたどった。
小中学校の学習指導要領は1977年（昭和52年）に告示され、小学校は1980年（昭和55年）度から、中学校は1981年（昭和56年）度から実施された。高等学校の学習指導要領は1978年（昭和53年）に告示され、1982年（昭和57年）度の第1学年から学年進行で実施された。
小学校6年間の総授業時数は5,785コマで、国・算・理・社の合計授業時数は3,659コマ。中学校3年間の総授業時数は3,150コマ。
中学校の選択教科の選択肢が拡大された。高等学校の科目履修の基準が緩和された。
| 学校種   | 教科区分               | 各教科、各科目                                                                         | 各教科、各科目                                                                                 | 教科以外の教育活動                                                                  |
| -------- | ---------------------- | -------------------------------------------------------------------------------------- | ---------------------------------------------------------------------------------------------- | ----------------------------------------------------------------------------------- |
| 小学校   | 教科                   | 国語、社会、算数、理科、音楽、図画工作、家庭、体育                                     | 国語、社会、算数、理科、音楽、図画工作、家庭、体育                                             | 道徳 特別活動（児童活動〔学級会活動、児童会活動、クラブ活動〕、学校行事、学級指導） |
| 中学校   | 必修教科               | 国語、社会、数学、理科、音楽、美術、保健体育、技術・家庭                               | 国語、社会、数学、理科、音楽、美術、保健体育、技術・家庭                                       | 道徳 特別活動（生徒活動〔学級会活動、生徒会活動、部活動〕、学校行事、学級指導）     |
| 中学校   | 選択教科               | 外国語、音楽、美術、保健体育、技術・家庭、その他特に必要な教科                         | 外国語、音楽、美術、保健体育、技術・家庭、その他特に必要な教科                                 | 道徳 特別活動（生徒活動〔学級会活動、生徒会活動、部活動〕、学校行事、学級指導）     |
| 高等学校 | 普通教育に関する教科   | 国語                                                                                   | 国語I、国語II、国語表現、現代文、古典                                                          | 特別活動（ホームルーム、生徒会活動、部活動、学校行事）                              |
| 高等学校 | 普通教育に関する教科   | 社会                                                                                   | 現代社会、日本史、世界史、地理、倫理、政治・経済                                               | 特別活動（ホームルーム、生徒会活動、部活動、学校行事）                              |
| 高等学校 | 普通教育に関する教科   | 数学                                                                                   | 数学I、数学II、代数・幾何、基礎解析、微分・積分、確率・統計                                    | 特別活動（ホームルーム、生徒会活動、部活動、学校行事）                              |
| 高等学校 | 普通教育に関する教科   | 理科                                                                                   | 理科I、理科II、物理、化学、生物、地学                                                          | 特別活動（ホームルーム、生徒会活動、部活動、学校行事）                              |
| 高等学校 | 普通教育に関する教科   | 保健体育                                                                               | 体育、保健                                                                                     | 特別活動（ホームルーム、生徒会活動、部活動、学校行事）                              |
| 高等学校 | 普通教育に関する教科   | 芸術                                                                                   | 音楽I、音楽II、音楽III、美術I、美術II、美術III、工芸I、工芸II、工芸III、書道I、書道II、書道III | 特別活動（ホームルーム、生徒会活動、部活動、学校行事）                              |
| 高等学校 | 普通教育に関する教科   | 外国語                                                                                 | 英語I、英語II、英語IIA、英語IIB、英語IIC、ドイツ語、フランス語、外国語に関するその他の科目     | 特別活動（ホームルーム、生徒会活動、部活動、学校行事）                              |
| 高等学校 | 普通教育に関する教科   | 家庭                                                                                   | 家庭一般                                                                                       | 特別活動（ホームルーム、生徒会活動、部活動、学校行事）                              |
| 高等学校 | 普通教育に関する教科   | その他特に必要な教科                                                                   |                                                                                                | 特別活動（ホームルーム、生徒会活動、部活動、学校行事）                              |
| 高等学校 | 専門教育に関する各教科 | 家庭、農業、工業、商業、水産、看護、理数、体育、音楽、美術、英語、その他特に必要な教科 | 家庭、農業、工業、商業、水産、看護、理数、体育、音楽、美術、英語、その他特に必要な教科         | 特別活動（ホームルーム、生徒会活動、部活動、学校行事）                              |

- 中学校の選択教科の外国語は、英語、ドイツ語、フランス語、その他の外国語から1か国語を第1学年から履修することを原則とする。
- 高等学校の国語I、現代社会、数学I、理科I、体育、保健は必修（ただし、特別の事情がある場合には、現代社会にかえて倫理と政治・経済の2科目を履修してもよい）。
- 高等学校の芸術科は、音楽I、美術I、工芸I、書道Iから1科目を必ず履修。
- 高等学校の家庭科は、女子生徒は家庭一般を必修（専門教育を主とする学科で女子生徒がきわめて少数である場合を除く）。
- 高等学校の英語IIAは現行課程のオーラル・コミュニケーション、英語IIBはリーディング、英語IICはライティングに相当する。

### 1992年（平成4年）-
新学力観の登場。個性をいかす教育を目指して改定された、教科の学習内容をさらに削減した学習指導要領。生活科の新設、道徳教育の充実などで社会の変化に自ら対応できる心豊かな人間の育成を実現。戦後6度目の改訂。
学習指導要領は1989年（平成元年）に告示され、小学校は1992年（平成4年）度、中学校は1993年（平成5年）度から実施された。高等学校は1994年（平成6年）度の第1学年から学年進行で実施された。
小学校6年間の総授業時数は5,785コマで、国・算・理・社・生活の合計授業時数は3,659コマ。中学校3年間の総授業時数は3,150コマ。
小学校の1・2年では理科・社会に代えて生活が導入された。高等学校では社会科を地理歴史（世界史・日本史の各A科目は、近現代史を中心とした構成で、各B科目は古代からの全体的な内容から構成されている。地理Aは自然地理中心の構成に対して、地理Bは系統地理学や地誌学を織り込んだ全体的な内容になっている。旧来の科目構成は、事実上Bに移行している）と公民に再編するとともに、家庭科を男女必修とした。
| 学校種   | 教科区分             | 各教科、各科目 | 各教科、各科目 | 教科以外の教育活動                                          |
| -------- | -------------------- | --- | --- | ----------------------------------------------------------- |
| 小学校   | 教科                 | 国語、社会、算数、理科、生活、音楽、図画工作、家庭、体育                                                                        | 国語、社会、算数、理科、生活、音楽、図画工作、家庭、体育                                                                                               | 道徳 特別活動（学級活動、児童会活動、クラブ活動、学校行事） |
| 中学校   | 必修教科             | 国語、社会、数学、理科、音楽、美術、保健体育、技術・家庭                                                                        | 国語、社会、数学、理科、音楽、美術、保健体育、技術・家庭                                                                                               | 道徳 特別活動（学級活動、生徒会活動、部活動、学校行事）     |
| 中学校   | 選択教科             | 外国語、国語、社会、数学、理科、音楽、美術、保健体育、技術・家庭、その他特に必要な教科                                          | 外国語、国語、社会、数学、理科、音楽、美術、保健体育、技術・家庭、その他特に必要な教科                                                                 | 道徳 特別活動（学級活動、生徒会活動、部活動、学校行事）     |
| 高等学校 | 普通教科に関する教科 | 国語 | 国語I、国語II、国語表現、現代文、現代語、古典I、古典II、古典講読                                                                                       | 特別活動（ホームルーム活動、生徒会活動、部活動、学校行事）  |
| 高等学校 | 普通教科に関する教科 | 地理歴史 | 世界史A、世界史B、日本史A、日本史B、地理A、地理B | 特別活動（ホームルーム活動、生徒会活動、部活動、学校行事）  |
| 高等学校 | 普通教科に関する教科 | 公民 | 現代社会、倫理、政治・経済 | 特別活動（ホームルーム活動、生徒会活動、部活動、学校行事）  |
| 高等学校 | 普通教科に関する教科 | 数学 | 数学I、数学II、数学III、数学A、数学B、数学C | 特別活動（ホームルーム活動、生徒会活動、部活動、学校行事）  |
| 高等学校 | 普通教科に関する教科 | 理科 | 総合理科、物理IA、物理IB、物理II、化学IA、化学IB、化学II、生物IA、生物IB、生物II、地学IA、地学IB、地学II                                               | 特別活動（ホームルーム活動、生徒会活動、部活動、学校行事）  |
| 高等学校 | 普通教科に関する教科 | 保健体育 | 体育、保健 | 特別活動（ホームルーム活動、生徒会活動、部活動、学校行事）  |
| 高等学校 | 普通教科に関する教科 | 芸術 | 音楽I、音楽II、音楽III、美術I、美術II、美術III、工芸I、工芸II、工芸III、書道I、書道II、書道III                                                         | 特別活動（ホームルーム活動、生徒会活動、部活動、学校行事）  |
| 高等学校 | 普通教科に関する教科 | 外国語 | 英語I、英語II、オーラルコミュニケーションA、オーラルコミュニケーションB、オーラルコミュニケーションC、リーディング、ライティング、ドイツ語、フランス語 | 特別活動（ホームルーム活動、生徒会活動、部活動、学校行事）  |
| 高等学校 | 普通教科に関する教科 | 家庭 | 家庭一般、生活技術、生活一般 | 特別活動（ホームルーム活動、生徒会活動、部活動、学校行事）  |
| 高等学校 | 普通教科に関する教科 | その他特に必要な教科 | | 特別活動（ホームルーム活動、生徒会活動、部活動、学校行事）  |
| 高等学校 | 専門教育に関する教科 | 家庭、農業、工業、商業、水産、看護、理数、体育、音楽、美術、英語、その他特に必要な教科（※この区分の所属科目については省略した） | 家庭、農業、工業、商業、水産、看護、理数、体育、音楽、美術、英語、その他特に必要な教科（※この区分の所属科目については省略した）                        | 特別活動（ホームルーム活動、生徒会活動、部活動、学校行事）  |

- 中学校の選択教科の外国語は、英語、ドイツ語、フランス語、その他の外国語から1か国語を第1学年から履修することを原則とする。
- 高等学校の国語I、数学I、体育、保健は必修。
- 高等学校の地理歴史科は、世界史AまたはBの1科目、日本史AまたはB、地理AまたはBから1科目を必ず履修。
- 高等学校の公民科は、現代社会の1科目または倫理、政治・経済の2科目を必ず履修。
- 高等学校の理科は、総合理科、物理IAまたはIB、化学IAまたはIB、生物IAまたはIB、地学IAまたはIBの5区分から2区分にわたって2科目を必ず履修。
- 高等学校の芸術科は、音楽I、美術I、工芸I、書道Iから1科目を必ず履修。
- 高等学校の家庭科は、家庭一般、生活技術、生活一般から1科目を必ず履修。

### 2002年（平成14年）-
戦後7度目の改訂の学習指導要領。教育内容の厳選、「総合的な学習の時間」の新設により、基礎・基本を確実に身につけさせ、「いかに社会が変化しようと，自分で課題を見つけ，自ら学び，自ら考え，主体的に判断し，行動し，よりよく問題を解決する資質や能力」などの「生きる力」の育成を宣言し、生涯学習社会への移行を促していく。
小中学校の学習指導要領は1998年（平成10年）に告示され、2002年（平成14年）度から実施された。高等学校の学習指導要領は1999年（平成11年）に告示され、2003年（平成15年）度の第1学年から学年進行で実施された。内容の一部は2000年（平成12年）度から先行実施された。
小学校6年間の総授業時数は5,367コマで、国・算・理・社・生活の合計授業時数は3,148コマ。中学校3年間の総授業時数は2,940コマ。
学校週5日制が実施された。中学校では英語が必修となった（実質的には大部分の学校で以前も事実上必修扱いであった）。また、小学校中学年から高等学校では総合的な学習の時間が、高等学校では情報および福祉が創設された。その一方で、教科の学習内容が削減され、中学校・高等学校はクラブ活動（部活動）に関する規定が削除された。
| 学校種   | 教科区分             | 各教科、各科目 | 各教科、各科目 | 教科以外の教育活動                                                             |
| -------- | -------------------- | --- | --- | ------------------------------------------------------------------------------ |
| 小学校   | 教科                 | 国語、社会、算数、理科、生活、音楽、図画工作、家庭、体育                                                                            | 国語、社会、算数、理科、生活、音楽、図画工作、家庭、体育                                                                            | 道徳 特別活動（学級活動、児童会活動、クラブ活動、学校行事） 総合的な学習の時間 |
| 中学校   | 必修教科             | 国語、社会、数学、理科、音楽、美術、保健体育、技術・家庭、外国語                                                                    | 国語、社会、数学、理科、音楽、美術、保健体育、技術・家庭、外国語                                                                    | 道徳 特別活動（学級活動、生徒会活動、学校行事） 総合的な学習の時間             |
| 中学校   | 選択教科             | 国語、社会、数学、理科、音楽、美術、保健体育、技術・家庭、外国語、その他特に必要な教科                                              | 国語、社会、数学、理科、音楽、美術、保健体育、技術・家庭、外国語、その他特に必要な教科                                              | 道徳 特別活動（学級活動、生徒会活動、学校行事） 総合的な学習の時間             |
| 高等学校 | 普通教科に関する教科 | 国語 | 国語表現I、国語表現II、国語総合、現代文、古典、古典講読                                                                             | 特別活動（ホームルーム活動、生徒会活動、学校行事） 総合的な学習の時間          |
| 高等学校 | 普通教科に関する教科 | 地理歴史 | 世界史A、世界史B、日本史A、日本史B、地理A、地理B                                                                                    | 特別活動（ホームルーム活動、生徒会活動、学校行事） 総合的な学習の時間          |
| 高等学校 | 普通教科に関する教科 | 公民 | 現代社会、倫理、政治・経済 | 特別活動（ホームルーム活動、生徒会活動、学校行事） 総合的な学習の時間          |
| 高等学校 | 普通教科に関する教科 | 数学 | 数学基礎、数学I、数学II、数学III、数学A、数学B、数学C                                                                               | 特別活動（ホームルーム活動、生徒会活動、学校行事） 総合的な学習の時間          |
| 高等学校 | 普通教科に関する教科 | 理科 | 理科基礎、理科総合A、理科総合B、物理I、物理II、化学I、化学II、生物I、生物II、地学I、地学II                                          | 特別活動（ホームルーム活動、生徒会活動、学校行事） 総合的な学習の時間          |
| 高等学校 | 普通教科に関する教科 | 保健体育 | 体育、保健 | 特別活動（ホームルーム活動、生徒会活動、学校行事） 総合的な学習の時間          |
| 高等学校 | 普通教科に関する教科 | 芸術 | 音楽I、音楽II、音楽III、美術I、美術II、美術III、工芸I、工芸II、工芸III、書道I、書道II、書道III                                      | 特別活動（ホームルーム活動、生徒会活動、学校行事） 総合的な学習の時間          |
| 高等学校 | 普通教科に関する教科 | 外国語 | オーラルコミュニケーションI、オーラルコミュニケーションII、英語I、英語II、リーディング、ライティング                                | 特別活動（ホームルーム活動、生徒会活動、学校行事） 総合的な学習の時間          |
| 高等学校 | 普通教科に関する教科 | 家庭 | 家庭基礎、家庭総合、生活技術 | 特別活動（ホームルーム活動、生徒会活動、学校行事） 総合的な学習の時間          |
| 高等学校 | 普通教科に関する教科 | 情報 | 情報A、情報B、情報C | 特別活動（ホームルーム活動、生徒会活動、学校行事） 総合的な学習の時間          |
| 高等学校 | 普通教科に関する教科 | 学校設定教科 | | 特別活動（ホームルーム活動、生徒会活動、学校行事） 総合的な学習の時間          |
| 高等学校 | 専門教育に関する教科 | 農業、工業、商業、水産、家庭、看護、情報、福祉、理数、体育、音楽、美術、英語、学校設定教科（※この区分の所属科目については省略した） | 農業、工業、商業、水産、家庭、看護、情報、福祉、理数、体育、音楽、美術、英語、学校設定教科（※この区分の所属科目については省略した） | 特別活動（ホームルーム活動、生徒会活動、学校行事） 総合的な学習の時間          |

- 高等学校の国語科は、国語表現I、国語総合から1科目を必ず履修。
- 高等学校の地理歴史科は、世界史AまたはBの1科目、日本史AまたはB、地理AまたはBから1科目を必ず履修。
- 高等学校の公民科は、現代社会の1科目または倫理、政治・経済の2科目を必ず履修。
- 高等学校の数学科は、数学基礎、数学Iから1科目を必ず履修。
- 高等学校の理科は、理科基礎、理科総合A、理科総合B、物理I、化学I、生物I、地学Iから2科目を必ず履修（理科基礎、理科総合A、理科総合Bのいずれかを1科目以上含める）。
- 高等学校の体育、保健は必修。
- 高等学校の芸術科は、音楽I、美術I、工芸I、書道Iから1科目を必ず履修。
- 高等学校の外国語科で英語を履修する場合は、オーラルコミュニケーションI、英語Iから1科目を必ず履修。
- 高等学校の家庭科は、家庭基礎、家庭総合、生活技術から1科目を必ず履修。
- 高等学校の情報科は、情報A、情報B、情報Cから1科目を必ず履修。

#### 2003年（平成15年）-
2002年（平成14年）- の学習指導要領を一部改正。2003年（平成15年）12月に一部改正が行われ「過不足なく教えなければいけない」という歯止め規定の文言が消滅した。学習指導要領は最低限教えなければならない内容であり、その学習指導要領の内容を超えて、いわゆる「発展的な学習内容」も教えることができるようになった。「発展的な学習内容」が掲載された教科書は、小学校では2005年（平成17年）から、中学校では 2006年（平成18年）から、高等学校では2007年（平成19年）から年次進行で使用されるようになった。

### 2011年（平成23年）-
戦後8度目の改訂の学習指導要領。ゆとりでも詰め込みでもなく、知識、道徳、体力のバランスとれた力である生きる力の育成を実現。脱ゆとり教育とも呼ばれている。
時の文部科学大臣・中山成彬は2005年（平成17年）、中教審に学力低下騒動のあった前指導要領の全面的な見直しを要請した。これを受け中教審は2007年、「審議のまとめ」にて、成果はあったものの課題が残ると発表した。それを受け、文部科学省は、新しい指導要領を「ゆとり」か「詰め込み」かではなく「生きる力」をはぐくむ教育とし、基礎的な知識や技能の習得と思考力、判断力、表現力の育成を強調している。
2008年に幼稚園教育要領・小学校学習指導要領・中学校学習指導要領が公示され、幼稚園では2009年（平成21年）度、小学校では2011年（平成23年）度、中学校では2012年（平成24年）度から完全実施されている。2009年に高等学校学習指導要領、特別支援学校学習指導要領（先立って特別支援学校制度が開始されたことに伴い、従来の「盲学校、聾学校及び養護学校学習指導要領」より変更）が公示され、高等学校では2013年（平成25年）度の第一学年から学年進行で実施され（一部内容は2010年度より実施）、特別支援学校では幼・小・中・高等学校の実施スケジュールに準拠して実施される。内容の一部は、小学校では2009年度～2010年度、中学校では2009年度～2011年度の移行措置の実施、高等学校では福祉は2009年度入学者より学年進行で、新指導要領上の9科目中8科目を従来の指導要領上の7科目と重畳させる形で先行導入し（新指導要領上の科目の完全実施は、他教科と同じ2013年度入学者より学年進行で実施）、数学・理科は他教科より1年前倒しで導入する形で2012年（平成24年）度（高校の第一学年）から学年進行で先行実施されている。
1980年（昭和55年）の改定以来、減り続けてきた授業時間はおよそ30年ぶりに増加。小学校の授業時数は6年間で現行より278コマ増えて5,645コマ、中学校は3年間で105コマ増え3,045コマとなる。前指導要領から開始された総合的な学習の時間の総授業時間は大幅に削減され、主要5教科（国語、算数・数学、理科、社会、英語）および保健体育の総授業時間が増加した。
小学5、6年生に「外国語活動」の時間を創設。高校では「英語I・II」、「オーラルコミュニケーションI・II」、「リーディング」、「ライティング」を「コミュニケーション英語I・II・III・基礎」などと改名し、英語で授業を行うことを原則としている。算数・数学や理科などで、前回削減された内容が復活した。伝統や文化（古文、文化遺産、武道など）に関する教育を充実。また、平成24年（2012年）4月から中学校の体育で男女ともに武道とダンスが必修になった（移行措置により平成21年（2009年度）～平成23年（2011年度）から実施した中学校もある）。武道は原則として柔道、剣道、相撲から選択する。柔道を実施する学校が多いが、地域によってはその他の武道も実施する場合もある。
2010年11月に、常用漢字表の改定に伴い、「中学校学習指導要領」の国語の漢字の「読み」に関する事項を一部改正した。
2014年1月に、日本国の領土に関する教育や自然災害における関係機関の役割等に関する教育の一層の充実を図るため、「中学校学習指導要領解説」のうち社会編の一部と、「高等学校学習指導要領解説」のうち地理歴史編および公民編の一部について改訂を行った。
領土関係のうち地理的分野・科目では、「竹島は日本国の固有の領土であるが、現在は韓国によって不法に占拠されているため、韓国に対して累次にわたり抗議を行っていること」を、「尖閣諸島は日本国の固有の領土であり、また現に日本国がこれを有効に支配しており、解決すべき領有権の問題は存在していないこと」を明確にした。また、歴史的分野・科目では、「日本国が国際法上正当な根拠に基づき竹島、尖閣諸島を正式に領土に編入した経緯」についても取り上げた。
また、公民的分野・科目では、「日本国には領土問題について、固有の領土である竹島に関し未解決の問題が残されていることや、現状に至る経緯、日本国が正当に主張している立場を踏まえ、日本国が平和的な手段による解決に向けて努力していること」について理解を深めさせ、尖閣諸島をめぐる情勢については、「現状に至る経緯、日本国の正当な立場を踏まえ、尖閣諸島をめぐり解決すべき領有権の問題は存在していないこと」について理解を深めさせることを盛り込んだ。
そして、自然災害関係のうち地理的分野・科目において、日本国は東日本大震災などの大規模な地震や毎年全国各地に被害をもたらす台風など、多様な自然災害の発生しやすい地域が多いことから、災害対策にとどまらず、災害時の対応や復旧、復興を見据えた視点からも取り扱い、その際、消防・警察・海上保安庁・自衛隊をはじめとする国や地方公共団体の諸機関や担当部局、地域の人々やボランティアなどが連携して、災害情報の提供、被災者への救援や救助、緊急避難場所の設営などを行い、地域の人々の生命や安全の確保のために活動していることなどを盛り込んだ。
| 学校種   | 教科区分                                 | 各教科、各科目 | 各教科、各科目 | 教科以外の教育活動                                                                        |
| -------- | ---------------------------------------- | --- | --- | ----------------------------------------------------------------------------------------- |
| 小学校   | 各教科                                   | 国語、社会、算数、理科、生活、音楽、図画工作、家庭、体育                                                                              | 国語、社会、算数、理科、生活、音楽、図画工作、家庭、体育                                                                                  | 道徳 外国語活動 総合的な学習の時間 特別活動（学級活動、児童会活動、クラブ活動、学校行事） |
| 中学校   | 各教科                                   | 国語、社会、数学、理科、音楽、美術、保健体育、技術・家庭、外国語 （各学校においては、選択教科を開設し、生徒に履修させることができる） | 国語、社会、数学、理科、音楽、美術、保健体育、技術・家庭、外国語 （各学校においては、選択教科を開設し、生徒に履修させることができる）     | 道徳 総合的な学習の時間 特別活動（学級活動、生徒会活動、学校行事）                        |
| 高等学校 | 各学科に共通する各教科                   | 国語 | 国語総合、国語表現、現代文A、現代文B、古典A、古典B                                                                                        | 総合的な学習の時間 特別活動（ホームルーム活動、生徒会活動、学校行事）                     |
| 高等学校 | 各学科に共通する各教科                   | 地理歴史 | 世界史A、世界史B、日本史A、日本史B、地理A、地理B                                                                                          | 総合的な学習の時間 特別活動（ホームルーム活動、生徒会活動、学校行事）                     |
| 高等学校 | 各学科に共通する各教科                   | 公民 | 現代社会、倫理、政治・経済 | 総合的な学習の時間 特別活動（ホームルーム活動、生徒会活動、学校行事）                     |
| 高等学校 | 各学科に共通する各教科                   | 数学 | 数学I、数学II、数学III、数学A、数学B、数学活用                                                                                            | 総合的な学習の時間 特別活動（ホームルーム活動、生徒会活動、学校行事）                     |
| 高等学校 | 各学科に共通する各教科                   | 理科 | 科学と人間生活、物理基礎、物理、化学基礎、化学、生物基礎、生物、地学基礎、地学、理科課題研究                                              | 総合的な学習の時間 特別活動（ホームルーム活動、生徒会活動、学校行事）                     |
| 高等学校 | 各学科に共通する各教科                   | 保健体育 | 体育、保健 | 総合的な学習の時間 特別活動（ホームルーム活動、生徒会活動、学校行事）                     |
| 高等学校 | 各学科に共通する各教科                   | 芸術 | 音楽I、音楽II、音楽III、美術I、美術II、美術III、工芸I、工芸II、工芸III、書道I、書道II、書道III                                            | 総合的な学習の時間 特別活動（ホームルーム活動、生徒会活動、学校行事）                     |
| 高等学校 | 各学科に共通する各教科                   | 外国語 | コミュニケーション英語基礎、コミュニケーション英語I、コミュニケーション英語II、コミュニケーション英語III、英語表現I、英語表現II、英語会話 | 総合的な学習の時間 特別活動（ホームルーム活動、生徒会活動、学校行事）                     |
| 高等学校 | 各学科に共通する各教科                   | 家庭 | 家庭基礎、家庭総合、生活デザイン | 総合的な学習の時間 特別活動（ホームルーム活動、生徒会活動、学校行事）                     |
| 高等学校 | 各学科に共通する各教科                   | 情報 | 社会と情報、情報の科学 | 総合的な学習の時間 特別活動（ホームルーム活動、生徒会活動、学校行事）                     |
| 高等学校 | 各学科に共通する各教科                   | 学校設定教科 | | 総合的な学習の時間 特別活動（ホームルーム活動、生徒会活動、学校行事）                     |
| 高等学校 | 主として専門学科において開設される各教科 | 農業、工業、商業、水産、家庭、看護、情報、福祉、理数、体育、音楽、美術、英語、学校設定教科（※この区分の所属科目については省略した）   | 農業、工業、商業、水産、家庭、看護、情報、福祉、理数、体育、音楽、美術、英語、学校設定教科（※この区分の所属科目については省略した）       | 総合的な学習の時間 特別活動（ホームルーム活動、生徒会活動、学校行事）                     |

- 高等学校の国語総合、数学I、体育、保健は必修。
- 高等学校の外国語科で英語を履修する場合はコミュニケーション英語Iは必修。
- 高等学校の地理歴史科は、世界史AまたはBから1科目、および日本史A、日本史B、地理A、地理Bから1科目の計2科目を必ず履修。
- 高等学校の公民科は、現代社会の1科目、または倫理と政治・経済の2科目を必ず履修。
- 高等学校の理科は、科学と人間生活、物理基礎、化学基礎、生物基礎、地学基礎から科学と人間生活を含む2科目、または「基礎」のついた科目から3科目を必ず履修。
- 高等学校の芸術科は、音楽I、美術I、工芸I、書道Iから1科目を必ず履修。
- 高等学校の家庭科は、家庭基礎、家庭総合、生活デザインから1科目を必ず履修。
- 高等学校の情報科は、社会と情報、情報の科学から1科目を必ず履修。

#### 2018年（平成30年）-
2011年（平成23年）-の学習指導要領を一部改正。
2015年（平成27年）3月27日、学習指導要領を一部改正し、これまで教科外活動（領域）であった小学校・中学校の「道徳」を、「特別の教科 道徳」とし、教科へ格上げした。小学校では2015年度（平成27年度） - 2017年度（平成29年度）の移行措置を経て、2018年度（平成30年度）から完全実施され、中学校では2015年度（平成27年度） - 2018年度（平成30年度）の移行措置を経て、2019年度（平成31年/令和元年）から完全実施される。
具体的な改正のポイントは以下の通りである。
- 道徳科に検定教科書を導入。
- 内容について、いじめの問題への対応の充実や発達の段階をよりいっそう踏まえた体系的なものに改善。
  - 「個性の伸長」「相互理解、寛容」「公正、公平、社会正義」「国際理解、国際親善」「よりよく生きる喜び」の内容項目を小学校に追加。
- 問題解決的な学習や体験的な学習などを取り入れ、指導方法を工夫。
- 数値評価ではなく、児童生徒の道徳性に係る成長の様子を把握し、文章表記で評価。

※授業時数は、引き続き年間35コマ（小学校1年生は年間34コマ）の週1時間。
※私立小学校・中学校はこれまで通り「道徳科」に代えて「宗教」を行うことが可能。
| 学校種   | 教科区分                                 | 各教科、各科目 | 各教科、各科目 | 特別の教科      | 特別の教科      | 特別の教科                                                            | 教科以外の教育活動                                                                   |
| -------- | ---------------------------------------- | --- | --- | --------------- | --------------- | --------------------------------------------------------------------- | ------------------------------------------------------------------------------------ |
| 小学校   | 各教科                                   | 国語、社会、算数、理科、生活、音楽、図画工作、家庭、体育                                                                              | 国語、社会、算数、理科、生活、音楽、図画工作、家庭、体育                                                                                  | 特別の教科 道徳 | 特別の教科 道徳 | 特別の教科 道徳                                                       | 外国語活動 総合的な学習の時間 特別活動（学級活動、児童会活動、クラブ活動、学校行事） |
| 中学校   | 各教科                                   | 国語、社会、数学、理科、音楽、美術、保健体育、技術・家庭、外国語 （各学校においては、選択教科を開設し、生徒に履修させることができる） | 国語、社会、数学、理科、音楽、美術、保健体育、技術・家庭、外国語 （各学校においては、選択教科を開設し、生徒に履修させることができる）     | 特別の教科 道徳 | 特別の教科 道徳 | 特別の教科 道徳                                                       | 総合的な学習の時間 特別活動（学級活動、部活動、生徒会活動、学校行事）                |
| 高等学校 | 各学科に共通する各教科                   | 国語 | 国語総合、国語表現、現代文A、現代文B、古典A、古典B                                                                                        |                 |                 | 総合的な学習の時間 特別活動（ホームルーム活動、生徒会活動、学校行事） | 総合的な学習の時間 特別活動（ホームルーム活動、生徒会活動、学校行事）                |
| 高等学校 | 各学科に共通する各教科                   | 地理歴史 | 世界史A、世界史B、日本史A、日本史B、地理A、地理B                                                                                          |                 |                 | 総合的な学習の時間 特別活動（ホームルーム活動、生徒会活動、学校行事） | 総合的な学習の時間 特別活動（ホームルーム活動、生徒会活動、学校行事）                |
| 高等学校 | 各学科に共通する各教科                   | 公民 | 現代社会、倫理、政治・経済 |                 |                 | 総合的な学習の時間 特別活動（ホームルーム活動、生徒会活動、学校行事） | 総合的な学習の時間 特別活動（ホームルーム活動、生徒会活動、学校行事）                |
| 高等学校 | 各学科に共通する各教科                   | 数学 | 数学I、数学II、数学III、数学A、数学B、数学活用                                                                                            |                 |                 | 総合的な学習の時間 特別活動（ホームルーム活動、生徒会活動、学校行事） | 総合的な学習の時間 特別活動（ホームルーム活動、生徒会活動、学校行事）                |
| 高等学校 | 各学科に共通する各教科                   | 理科 | 科学と人間生活、物理基礎、物理、化学基礎、化学、生物基礎、生物、地学基礎、地学、理科課題研究                                              |                 |                 | 総合的な学習の時間 特別活動（ホームルーム活動、生徒会活動、学校行事） | 総合的な学習の時間 特別活動（ホームルーム活動、生徒会活動、学校行事）                |
| 高等学校 | 各学科に共通する各教科                   | 保健体育 | 体育、保健 |                 |                 | 総合的な学習の時間 特別活動（ホームルーム活動、生徒会活動、学校行事） | 総合的な学習の時間 特別活動（ホームルーム活動、生徒会活動、学校行事）                |
| 高等学校 | 各学科に共通する各教科                   | 芸術 | 音楽I、音楽II、音楽III、美術I、美術II、美術III、工芸I、工芸II、工芸III、書道I、書道II、書道III                                            |                 |                 | 総合的な学習の時間 特別活動（ホームルーム活動、生徒会活動、学校行事） | 総合的な学習の時間 特別活動（ホームルーム活動、生徒会活動、学校行事）                |
| 高等学校 | 各学科に共通する各教科                   | 外国語 | コミュニケーション英語基礎、コミュニケーション英語I、コミュニケーション英語II、コミュニケーション英語III、英語表現I、英語表現II、英語会話 |                 |                 | 総合的な学習の時間 特別活動（ホームルーム活動、生徒会活動、学校行事） | 総合的な学習の時間 特別活動（ホームルーム活動、生徒会活動、学校行事）                |
| 高等学校 | 各学科に共通する各教科                   | 家庭 | 家庭基礎、家庭総合、生活デザイン |                 |                 | 総合的な学習の時間 特別活動（ホームルーム活動、生徒会活動、学校行事） | 総合的な学習の時間 特別活動（ホームルーム活動、生徒会活動、学校行事）                |
| 高等学校 | 各学科に共通する各教科                   | 情報 | 社会と情報、情報の科学 |                 |                 | 総合的な学習の時間 特別活動（ホームルーム活動、生徒会活動、学校行事） | 総合的な学習の時間 特別活動（ホームルーム活動、生徒会活動、学校行事）                |
| 高等学校 | 各学科に共通する各教科                   | 学校設定教科 | |                 |                 | 総合的な学習の時間 特別活動（ホームルーム活動、生徒会活動、学校行事） | 総合的な学習の時間 特別活動（ホームルーム活動、生徒会活動、学校行事）                |
| 高等学校 | 主として専門学科において開設される各教科 | 農業、工業、商業、水産、家庭、看護、情報、福祉、理数、体育、音楽、美術、英語、学校設定教科（※この区分の所属科目については省略した）   | 農業、工業、商業、水産、家庭、看護、情報、福祉、理数、体育、音楽、美術、英語、学校設定教科（※この区分の所属科目については省略した）       |                 |                 | 総合的な学習の時間 特別活動（ホームルーム活動、生徒会活動、学校行事） | 総合的な学習の時間 特別活動（ホームルーム活動、生徒会活動、学校行事）                |

- 高等学校の国語総合、数学I、体育、保健は必修。
- 高等学校の外国語科で英語を履修する場合はコミュニケーション英語Iは必修。
- 高等学校の地理歴史科は、世界史AまたはBから1科目、および日本史A、日本史B、地理A、地理Bから1科目の計2科目を必ず履修。
- 高等学校の公民科は、現代社会の1科目、または倫理と政治・経済の2科目を必ず履修。
- 高等学校の理科は、科学と人間生活、物理基礎、化学基礎、生物基礎、地学基礎から科学と人間生活を含む2科目、または「基礎」のついた科目から3科目を必ず履修。
- 高等学校の芸術科は、音楽I、美術I、工芸I、書道Iから1科目を必ず履修。
- 高等学校の家庭科は、家庭基礎、家庭総合、生活デザインから1科目を必ず履修。
- 高等学校の情報科は、社会と情報、情報の科学から1科目を必ず履修。

### 2020年（令和2年） -
2017年（平成29年）3月改訂。戦後9度目の改訂の学習指導要領。「主体的・対話的で深い学び（アクティブ・ラーニング）」の導入やプログラミング教育の充実が図られる。2018年（平成30年）に高等学校学習指導要領、特別支援学校小学部・中学部学習指導要領が告示、2019年（平成31年）に特別支援学校高等部学習指導要領が告示された。
幼稚園では2018年（平成30年）度、小学校では2020年（令和2年）度、中学校では2021年（令和3年）度から完全実施される。高等学校では2022年（令和4年）度の第一学年から学年進行で実施され、特別支援学校では幼・小・中・高等学校の実施スケジュールに準拠して実施される。内容の一部については、小学校では2018年（平成30年）度～2019年（平成31年/令和元年）度、中学校では2018年（平成30年）度～2020年（令和2年）度の移行措置の実施、高等学校では2019年（平成31年/令和元年）度より前倒し実施されるものもある。
小学校の授業時数は6年間で現行より140コマ増えて5,785コマとなり、前回の改訂から2回連続の増加となる。これは、小学3、4年生に「話す」「聞く」を中心に教科以外の教育活動（領域）として学習する「外国語活動」を、これまで小学5、6年生で行っていたものを前倒しして週1時間（年間35コマ）行い、小学5、6年生は「話す」「聞く」に加えて「読む」「書く」も含めた「外国語」と正式な教科として週2時間（年間70コマ）行うことにより、授業時数が増加したことによるものである。
中学校は3年間で3,045コマと前回の改訂からの増減はない。
高等学校の地理歴史科では、世界史必履修を見直し、世界とその中における日本を広く相互的な視野からとらえ近現代の歴史を考察する「歴史総合」、持続可能な社会づくりを目指し、現代の地理的な諸課題を考察する「地理総合」を必修として設定するとともに、発展的に学習する選択科目として「日本史探究」、「世界史探究」、「地理探究」を設定する。公民科では、現代社会の諸課題をとらえ考察し、選択・判断するための概念や理論を習得し、自立した主体として国家・社会の形成に参画する力を育成する「公共」を必修として設定するとともに、発展的に学習する科目として「倫理」、「政治・経済」を設定する。国語科は、共通必履修科目として、実社会・実生活に生きて働く国語の能力を育成する科目「現代の国語」と、我が国の言語文化への理解を深める科目「言語文化」を設定するとともに、選択科目として「論理国語」、「文学国語」、「国語表現」、「古典探究」を設定する。外国語科では、「聞くこと」「読むこと」「話すこと」「書くこと」を総合的に扱う科目群として「英語コミュニケーションI・II・III」を設定し、Iを共通必履修科目とするとともに、外国語による発信能力を高める科目群として「論理・表現I・II・III」を設定する。数学科では数学Cで行列が部分的に復活しグラフ理論の入門が導入されるが、オイラーの多面体定理と第二次導関数が削除される。ベクトルが数学Cに移されて、統計が必修化される。このため、共通テストの出題範囲が「数学IA」と「数学IIBC」に変更されることが決まっている。
| 学校種   | 教科区分                                 | 各教科、各科目 | 各教科、各科目 | 特別の教科      | 特別の教科      | 特別の教科                                                            | 教科以外の教育活動                                                                   |
| -------- | ---------------------------------------- | --- | --- | --------------- | --------------- | --------------------------------------------------------------------- | ------------------------------------------------------------------------------------ |
| 小学校   | 各教科                                   | 国語、社会、算数、理科、生活、音楽、図画工作、家庭、体育、外国語                                                                        | 国語、社会、算数、理科、生活、音楽、図画工作、家庭、体育、外国語                                                                        | 特別の教科 道徳 | 特別の教科 道徳 | 特別の教科 道徳                                                       | 外国語活動 総合的な学習の時間 特別活動（学級活動、児童会活動、クラブ活動、学校行事） |
| 中学校   | 各教科                                   | 国語、社会、数学、理科、音楽、美術、保健体育、技術・家庭、外国語 （各学校においては、選択教科を開設し、生徒に履修させることができる。） | 国語、社会、数学、理科、音楽、美術、保健体育、技術・家庭、外国語 （各学校においては、選択教科を開設し、生徒に履修させることができる。） | 特別の教科 道徳 | 特別の教科 道徳 | 特別の教科 道徳                                                       | 総合的な学習の時間 特別活動（学級活動、部活動、生徒会活動、学校行事）                |
| 高等学校 | 各学科に共通する各教科                   | 国語 | 現代の国語、言語文化、論理国語、文学国語、国語表現、古典探究                                                                            |                 |                 | 総合的な探究の時間 特別活動（ホームルーム活動、生徒会活動、学校行事） | 総合的な探究の時間 特別活動（ホームルーム活動、生徒会活動、学校行事）                |
| 高等学校 | 各学科に共通する各教科                   | 地理歴史 | 地理総合、地理探究、歴史総合、日本史探究、世界史探究                                                                                    |                 |                 | 総合的な探究の時間 特別活動（ホームルーム活動、生徒会活動、学校行事） | 総合的な探究の時間 特別活動（ホームルーム活動、生徒会活動、学校行事）                |
| 高等学校 | 各学科に共通する各教科                   | 公民 | 公共、倫理、政治・経済 |                 |                 | 総合的な探究の時間 特別活動（ホームルーム活動、生徒会活動、学校行事） | 総合的な探究の時間 特別活動（ホームルーム活動、生徒会活動、学校行事）                |
| 高等学校 | 各学科に共通する各教科                   | 数学 | 数学I、数学II、数学III、数学A、数学B、数学C                                                                                             |                 |                 | 総合的な探究の時間 特別活動（ホームルーム活動、生徒会活動、学校行事） | 総合的な探究の時間 特別活動（ホームルーム活動、生徒会活動、学校行事）                |
| 高等学校 | 各学科に共通する各教科                   | 理科 | 科学と人間生活、物理基礎、物理、化学基礎、化学、生物基礎、生物、地学基礎、地学                                                          |                 |                 | 総合的な探究の時間 特別活動（ホームルーム活動、生徒会活動、学校行事） | 総合的な探究の時間 特別活動（ホームルーム活動、生徒会活動、学校行事）                |
| 高等学校 | 各学科に共通する各教科                   | 保健体育 | 体育、保健 |                 |                 | 総合的な探究の時間 特別活動（ホームルーム活動、生徒会活動、学校行事） | 総合的な探究の時間 特別活動（ホームルーム活動、生徒会活動、学校行事）                |
| 高等学校 | 各学科に共通する各教科                   | 芸術 | 音楽I、音楽II、音楽III、美術I、美術II、美術III、工芸I、工芸II、工芸III、書道I、書道II、書道III                                          |                 |                 | 総合的な探究の時間 特別活動（ホームルーム活動、生徒会活動、学校行事） | 総合的な探究の時間 特別活動（ホームルーム活動、生徒会活動、学校行事）                |
| 高等学校 | 各学科に共通する各教科                   | 外国語 | 英語コミュニケーションI、英語コミュニケーションII、英語コミュニケーションIII、論理・表現I、論理・表現II、論理・表現III                  |                 |                 | 総合的な探究の時間 特別活動（ホームルーム活動、生徒会活動、学校行事） | 総合的な探究の時間 特別活動（ホームルーム活動、生徒会活動、学校行事）                |
| 高等学校 | 各学科に共通する各教科                   | 家庭 | 家庭基礎、家庭総合 |                 |                 | 総合的な探究の時間 特別活動（ホームルーム活動、生徒会活動、学校行事） | 総合的な探究の時間 特別活動（ホームルーム活動、生徒会活動、学校行事）                |
| 高等学校 | 各学科に共通する各教科                   | 情報 | 情報I、情報II |                 |                 | 総合的な探究の時間 特別活動（ホームルーム活動、生徒会活動、学校行事） | 総合的な探究の時間 特別活動（ホームルーム活動、生徒会活動、学校行事）                |
| 高等学校 | 各学科に共通する各教科                   | 理数 | 理数探究基礎、理数探究 |                 |                 | 総合的な探究の時間 特別活動（ホームルーム活動、生徒会活動、学校行事） | 総合的な探究の時間 特別活動（ホームルーム活動、生徒会活動、学校行事）                |
| 高等学校 | 各学科に共通する各教科                   | 学校設定教科 | |                 |                 | 総合的な探究の時間 特別活動（ホームルーム活動、生徒会活動、学校行事） | 総合的な探究の時間 特別活動（ホームルーム活動、生徒会活動、学校行事）                |
| 高等学校 | 主として専門学科において開設される各教科 | 農業、工業、商業、水産、家庭、看護、情報、福祉、理数、体育、音楽、美術、英語、学校設定教科（※この区分の所属科目については省略した）     | 農業、工業、商業、水産、家庭、看護、情報、福祉、理数、体育、音楽、美術、英語、学校設定教科（※この区分の所属科目については省略した）     |                 |                 | 総合的な探究の時間 特別活動（ホームルーム活動、生徒会活動、学校行事） | 総合的な探究の時間 特別活動（ホームルーム活動、生徒会活動、学校行事）                |

- 高等学校の現代の国語、言語文化、地理総合、歴史総合、公共、数学I、体育、保健、情報Iは必修。
- 高等学校の外国語科で英語を履修する場合は英語コミュニケーションIは必修。
- 高等学校の理科は、科学と人間生活、物理基礎、化学基礎、生物基礎、地学基礎から科学と人間生活を含む2科目、または「基礎」のついた科目から3科目を必ず履修。
- 高等学校の芸術科は、音楽I、美術I、工芸I、書道Iから1科目を必ず履修。
- 高等学校の家庭科は、家庭基礎、家庭総合から1科目を必ず履修。

## 小中学校の授業時間数の推移
|                         | 1961年- | 1971年- | 1980年- | 1992年- | 2002年- | 2011年- | 2020年- |
| ----------------------- | ------- | ------- | ------- | ------- | ------- | ------- | ------- |
| 小学校 （単位時間45分） | 5821    | 6135    | 5785    | 5785    | 5367    | 5645    | 5785    |
| 中学校 （単位時間50分） | 3360    | 3535    | 3150    | 3150    | 2940    | 3045    | 3045    |

## 議論

### 2002年（平成14年）の改訂議論
精神科医の和田秀樹、大学教授の西村和雄、評論家の茂木弘道らが反対の立場を、元文部省（現・文部科学省）官僚の寺脇研らが賛成の立場をとっている。また、大学教授の市川伸一や佐藤学などのように、学力低下こそ心配しているもののゆとり教育そのものには反対していない学者もいる。作家の三浦朱門は、「できん者はできんままで結構。非才は実直な精神だけ養っておくべし。100人に2人や3人はいるはずのエリートだけ伸ばせばよい」と発言し、妻の曾野綾子の「二次方程式などは社会へ出て何の役にも立たないので、このようなものは追放すべきだ」という主張を受けてゆとり教育には肯定的な立場をとった。公立学校と私立学校との差が大きくなったり、学習塾や予備校に通わないと高い学力が身につかなくなったりすることに対して、ジャーナリストの斎藤貴男らが日本社会の階層化を推し進めるものだと批判している。
文科次官を務めた小野元之、文科大臣を務めた遠山敦子らが在職当時、新学習指導要領に反対の立場から学習指導要領を超える記述を容認した。これを受けて、9度目の改訂の学習指導要領では大学との接続を考慮し高等学校数学の発展的・拡充的な内容を取り扱う科目を設けるという注釈が数学科についている。